# Saison 2021-2022 du Clermont Foot 63
Maillots
Chronologie
Saison précédente Saison suivante
La saison 2021-2022 du Clermont Foot 63 est la première saison du club clermontois en première division du championnat de France. Lors de la saison précédente, Clermont termine deuxième de Ligue 2 et obtient une montée historique en Ligue 1.

## Transferts

### Transferts estivaux
| Nom                     | Nationalité | Poste     | Transfert           | Provenance/Destination | Division           |
| ----------------------- | ----------- | --------- | ------------------- | ---------------------- | ------------------ |
| Arrivées                |             |           |                     |                        |                    |
| Pierre-Yves Hamel       | France      | Attaquant | Prêt                | FC Lorient             | Ligue 1            |
| Jean-Claude Billong     | Cameroun    | Défenseur | Transfert           | Benevento Calcio       | Série B            |
| Arial Mendy             | Sénégal     | Défenseur | Transfert           | Servette FC            | Super League       |
| Oriol Busquets          | Espagne     | Milieu    | Transfert libre     | FC Barcelone B         | Segunda División B |
| Saîf-Eddine Khaoui      | Tunisie     | Milieu    | Transfert libre     | Olympique de Marseille | Ligue 1            |
| Elbasan Rashani         | Kosovo      | Attaquant | Transfert libre     | BB Erzurumspor         | TFF 1. Lig         |
| Cem Türkmen             | Turquie     | Milieu    | Transfert libre     | Bayer Leverkusen       | Bundesliga         |
| Salis Abdul Samed       | Ghana       | Milieu    | Transfert définitif | Académie JMG (en)      |                    |
| Blankson Anoff          | Ghana       | Milieu    | Retour de prêt      | Austria Lustenau       | 2. Liga            |
| Brandon Baiye           | Belgique    | Milieu    | Retour de prêt      | Austria Lustenau       | 2. Liga            |
| Till Cissokho           | France      | Défenseur | Retour de prêt      | Austria Lusternau      | 2. Liga            |
| Naël Jaby               | France      | Milieu    | Retour de prêt      | Austria Lustenau       | 2. Liga            |
| Julien Boyer            | France      | Défenseur | Retour de prêt      | Bourg-en-Bresse 01     | National           |
| Bryan Teixeira          | France      | Milieu    | Retour de prêt      | US Orléans             | National           |
| Muhammed-Cham Saracevic | Autriche    | Milieu    | Retour de prêt      | Vendsyssel FF          | 1. division        |
| Départs                 |             |           |                     |                        |                    |
| Driss Trichard          | France      | Défenseur | Transfert           | USL Dunkerque          | Ligue 2            |
| Lorenzo Rajot           | France      | Milieu    | Transfert           | Rodez AF               | Ligue 2            |
| Till Cissokho           | France      | Défenseur | Prêt                | US Quevilly-Rouen      | Ligue 2            |
| Baïla Diallo            | France      | Défenseur | Prêt                | US Orléans             | National           |
| Blankson Anoff          | Ghana       | Milieu    | Prêt                | Swift Hesperange       | Division Nationale |
| Brandon Baiye           | Belgique    | Milieu    | Prêt                | Austria Lustenau       | 2. Liga            |
| Bryan Teixeira          | France      | Milieu    | Prêt                | Austria Lustenau       | 2. Liga            |
| Muhammed-Cham Saracevic | Autriche    | Milieu    | Prêt                | Austria Lustenau       | 2. Liga            |
| Cem Türkmen             | Turquie     | Milieu    | Prêt                | Austria Lustenau       | 2. Liga            |
| Sofyan Chader           | France      | Attaquant | Prêt                | Stade Lausanne Ouchy   | Challenge League   |
| Muamer Aljic            | France      | Défenseur | Fin de contrat      | Louhans-Cuiseaux FC    | National 2         |
| David Gomis             | France      | Attaquant | Fin de contrat      | Pau FC                 | Ligue 2            |

### Transferts hivernaux
| Nom               | Nationalité | Poste  | Transfert    | Provenance/Destination | Division |
| ----------------- | ----------- | ------ | ------------ | ---------------------- | -------- |
| Arrivée           |             |        |              |                        |          |
| Lucas Da Cunha    | France      | Milieu | Prêt sans OA | OGC Nice               | Ligue 1  |
| Départs           |             |        |              |                        |          |
| Jonathan Iglesias | Uruguay     | Milieu | Transfert    | Paris FC               | Ligue 2  |

## Compétitions

### Championnat
La Ligue 1 2021-2022 est la quatre-vingt quatrième édition du championnat de France de football et la dix-huitième sous l'appellation « Ligue 1 ». La division oppose vingt clubs en une série de trente-huit rencontres. Clermont participe à cette compétition pour la première fois de son histoire.

#### Classement
| Rang | Équipe             | Pts | J  | G | N  | P  | Bp | Bc | Diff | Qualification ou relégation            |
| ---- | ------------------ | --- | -- | - | -- | -- | -- | -- | ---- | -------------------------------------- |
| 15   | ES Troyes AC P     | 38  | 38 | 9 | 11 | 18 | 37 | 53 | −16  |                                        |
| 16   | FC Lorient         | 36  | 38 | 8 | 12 | 18 | 35 | 63 | −28  |                                        |
| 17   | Clermont Foot 63 P | 36  | 38 | 9 | 9  | 20 | 38 | 69 | −31  |                                        |
| 18   | AS Saint-Étienne   | 32  | 38 | 7 | 11 | 20 | 42 | 77 | −35  | Participation au barrage de relégation |
| 19   | FC Metz            | 31  | 38 | 6 | 13 | 19 | 35 | 69 | −34  | Relégation en Ligue 2                  |

## Joueurs et encadrement technique

### Effectif professionnel
Le tableau ci-dessous recense l'effectif professionnel du Clermont Foot 63 pour la saison 2021-2022.

### Joueurs prêtés
| P. | Nat. | Nom                     | Club en prêt         | Compétition        | Championnat | Championnat | Championnat    | Championnat | Championnat  | Coupes nationales | Coupes nationales | Coupes nationales | Coupes nationales | Coupes nationales | Total | Total       | Total          | Total  | Total        |
| P. | Nat. | Nom                     | Club en prêt         | Compétition        | MJ          | But inscrit | Passe décisive | Averti      | Carton rouge | MJ                | But inscrit       | Passe décisive    | Averti            | Carton rouge      | MJ    | But inscrit | Passe décisive | Averti | Carton rouge |
| -- | ---- | ----------------------- | -------------------- | ------------------ | ----------- | ----------- | -------------- | ----------- | ------------ | ----------------- | ----------------- | ----------------- | ----------------- | ----------------- | ----- | ----------- | -------------- | ------ | ------------ |
| D  |      | Till Cissokho           | US Quevilly-Rouen    | Ligue 2            | 6           | 0           | 0              | 0           | 1            | 0                 | 0                 | 0                 | 0                 | 0                 | 6     | 0           | 0              | 0      | 1            |
| D  |      | Baïla Diallo            | US Orléans           | National           | 4           | 0           | 0              | 1           | 0            | 0                 | 0                 | 0                 | 0                 | 0                 | 4     | 0           | 0              | 1      | 0            |
| M  |      | Blankson Anoff          | Swift Hesperange     | Division Nationale | 1           | 1           | 0              | 0           | 0            | 0                 | 0                 | 0                 | 0                 | 0                 | 1     | 1           | 0              | 0      | 0            |
| M  |      | Brandon Baiye           | Austria Lustenau     | 2. Liga            | 0           | 0           | 0              | 0           | 0            | 0                 | 0                 | 0                 | 0                 | 0                 | 0     | 0           | 0              | 0      | 0            |
| M  |      | Sofyan Chader           | Stade Lausanne Ouchy | Challenge League   | 4           | 3           | 0              | 1           | 0            | 1                 | 1                 | 0                 | 0                 | 0                 | 5     | 4           | 0              | 1      | 0            |
| M  |      | Muhammed-Cham Saracevic | Austria Lustenau     | 2. Liga            | 6           | 3           | 1              | 1           | 0            | 1                 | 0                 | 2                 | 0                 | 0                 | 7     | 3           | 3              | 1      | 0            |
| M  |      | Bryan Teixeira          | Austria Lustenau     | 2. Liga            | 0           | 0           | 0              | 0           | 0            | 0                 | 0                 | 0                 | 0                 | 0                 | 0     | 0           | 0              | 0      | 0            |
| M  |      | Cem Türkmen             | Austria Lustenau     | 2. Liga            | 6           | 0           | 0              | 1           | 0            | 1                 | 0                 | 0                 | 0                 | 0                 | 7     | 0           | 0              | 1      | 0            |